# Харьковский национальный педагогический университет
Харьковский национальный педагогический университет им. Г. С. Сковороды (ХНПУ) (укр. Харківський національний педагогічний університет імені Григорія Сковороди) — высшее учебное заведение в Харькове, один из старейших педагогических вузов Украины (создан в 1933 году).
Научно-учебный комплекс ХНПУ включает 47 учреждений образования, среди которых 7 институтов (институт педагогики и психологии, институт экономики и права, институт искусств, институт языков мира, институт начального образования, институт украинского казачества, институт последипломного образования), 14 факультетов, 54 кафедры, педагогические колледжи, лицеи, школы-гимназии, профильные школы. В университете обучается около 15 тысяч студентов по программам бакалавриата, специалитета и магистратуры, в том числе аспиранты, докторанты, соискатели, слушатели подготовительных отделений. На факультетах и в научно-учебных центрах работает более 600 профессоров и преподавателей.

## История
ХНПУ имени Г. С. Сковороды был основан в 1933 году путем отделения от института народного образования.
В 1941 году за высокие показатели в учебно-методической, научной и воспитательной работе ХГПИ в январе было присуждено первое место среди педагогических вузов УССР. НКО УССР и ЛКСМУ наградили коллектив института переходящим красным знаменем.
В октябре 1941 года коллектив ХГПИ был эвакуирован в Самарканд. Однако в связи с отсутствием необходимых помещений ХГПИ не смог развернуть свою деятельность.
18 октября 1943 года СНК УССР принял постановление № 156 о восстановлении ХГПИ.
В 1945 году Харьковскому государственному педагогическому институту присвоено имя Григория Савича Сковороды как символ связи поколений в выполнении важных задач обучения и воспитания, которые сегодня рассматриваются с учётом требований современности.
В 1969 году указом Президиума Верховного Совета Украинской ССР «за заслуги в деле подготовки и коммунистического воспитания высококвалифицированных специалистов для народного образования» и в связи с пятидесятилетия институт награждён Почётной грамотой Президиума Верховной Совета Украинской ССР.
В 1979 году по итогам Всесоюзного социалистического соревнования Министерство высшего и среднего специального образования СССР и ЦК профсоюза работников просвещения, высшей школы и научных учреждений признали Харьковский государственный педагогический институт победителем. Институт награждён переходящим Красным Знаменем Министерства просвещения СССР и ЦК профсоюза работников просвещения, высшей школы и научных учреждений.
В 1980 году за разработку и внедрение в учебный процесс системы экологического образования студентов институт был удостоен серебряной медали ВДНХ, а по итогам республиканского конкурса занял I место.
В 1984 году по итогам социалистического соревнования среди педвузов республики коллектив института вышел победителем и награждён Красным Знаменем Министерства образования Украины и республиканского комитета профсоюза работников просвещения, высшей школы и научных учреждений.
В 1989 году Институту вручены переходящее Красное знамя Госкомитета СССР по народному образованию и ЦК профсоюза работников народного образования и науки "За достижение высоких результатов во Всесоюзном социалистическом соревновании за успешное выполнение государственного плана экономического и социального развития СССР на 1988 г. и большой вклад в перестройку высшего образования ".
С момента независимости Украины ВУЗ достиг значительных успехов в подготовке квалифицированных кадров, развития научно-исследовательской работы, создании соответствующих условий для обучения и воспитания студентов.
С 10.01.1993 по 20.01.1993 согласно приказу МО Украины № 157 от 20.10.92 г. проводилась аккредитация Харьковского государственного педагогического института имени Г. С. Сковороды. По её результатам институт был аккредитован по IV уровню и принято решение о преобразовании в университет.
В 1994 году согласно постановлению Кабинета министров Украины изменился статус Харьковского государственного педагогического института имени Г. С. Сковороды его преобразован в Харьковский государственный педагогический университет имени Г. С. Сковороды.
В 1996 году отмечая успехи в учебной, научной, воспитательной работе, в руководстве ВУЗом, а также по случаю 185-й годовщины, ректор, академик Прокопенко И. Ф. награждён Почётным знаком Президента Украины.
В 1999 году ректор университета академик И. Ф. Прокопенко награждён Почётным званием «Отличник народного образования России».
В 2004 году университету присвоен статус национального и в дальнейшем он именуется Харьковский национальный педагогический университет имени Г. С. Сковороды.

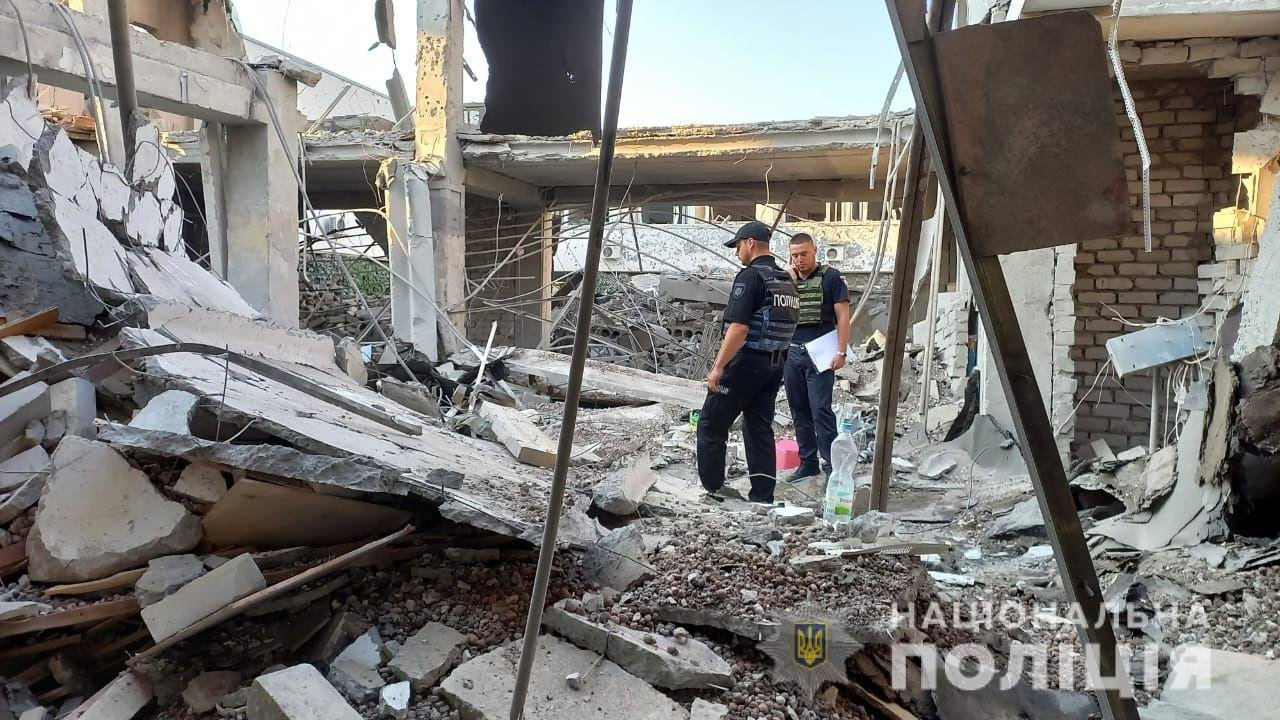
Корпус университета после российского обстрела в ночь с 5 на 6 июля 2022 года во время масштабного вторжения России в Украину

В ночь с 5 на 6 июля 2022 года одно из зданий университета было разрушено российским обстрелом.

## Корпуса и кампусы
- Главный корпус: ул. Алчевских, 29
- Учебные корпуса:
  - Валентиновская улица, 2 (разрушен 6 июля 2022 года в результате ракетного удара со стороны России[6])
  - Чернышевская улица, 60
  - Фанинский переулок, 3
- Общежития:
  - Фанинский переулок, 3-В
  - Юбилейный проспект, 50
  - ул. Гвардейцев Широнинцев, 41-А
  - просп. Людвига Свободы, 53-Б

## Структура
Включает 14 факультетов, на которых ведётся подготовка специалистов по 52 специальностям. Научно-учебный комплекс университета включает 47 учебных заведений, среди которых 7 институтов, педагогические колледжи, лицеи, школы-гимназии, профильные школы.

## Институты и факультеты
- 7 Институтов: институт экономики и права, институт последипломного образования, институт педагогики и психологии, институт начального образования, институт искусств, институт языков мира, институт украинского казачества.
- 15 факультетов:
- 1. экономический
- 2. юридический
- 3. иностранной филологии
- 4. исторический
- 5. искусств (музыка, хореография)
- 6. дошкольного образования
- 7. начального обучения
- 8. природоведения
- 9. психологии и социологии
- 10. украинского языка и литературы имени Г. Ф. Квитки-Основьяненко
- 11. славистики
- 12. физико-математический
- 13. физического воспитания и спорта
- 14. художественно-графический
- 15. заочного обучения

## Сотрудники
С университетом связана деятельность всемирно известных учёных Харьковской психологической школы, таких как А. Н. Леонтьев, А. В. Запорожец, В. И. Аснин, и др.
В данный момент[когда?] в университете работает психологическая служба ХНПУ под руководством доктора наук, профессора Дорожко Ирины Ивановны.

### Директора
В мае 1959 — декабре 1962 года — Повх, Василий Алексеевич

## Выпускники
- Багиянц, Алла Николаевна[7] (р. 1938) — советская спортсменка, чемпионка мира по велоспорту (1968)
- Бойко, Николай Павлович — Герой Советского Союза.
- Леонид Жаботинский — двукратный олимпийский чемпион (1964, 1968) по тяжёлой атлетике, чемпион мира (1964—1966, 1968), чемпион Европы (1966, 1968), пятикратный чемпион СССР (в 1964—1969), рекордсмен мира (1963—1970). Заслуженный мастер спорта (1964).
- Петлёванный, Виталий Иванович — писатель.
- Сохань, Павел Степанович — советский и украинский историк, член-корреспондент НАНУ, директор Института украинской археографии и источниковедения им. М. Грушевского НАНУ.
- Ляшко, Олег Валерьевич — украинский журналист, политик. Лидер Радикальной партии. Выпускник юридического факультета.
- Кучер, Алексей Владимирович — украинский адвокат, политик. Народный депутат Украины IX созыва. Председатель Харьковской облгосадминистрации с 5 ноября 2019 года.

## Награды и репутация
- Почётная грамота Президиума Верховного Совета УССР (1969);
- серебряная медаль ВДНХ в Москве (1989);
- медали высокого качества на выставках «Современное образование Украины» (1989 — серебряная, 2001 — золота, 2006 — серебряная);
- Серебряная Стела и диплом в номинации «Качество третьего тысячелетия» по Международным Академическим Рейтингом «Золотая Фортуна» (2002)
- золотая медаль в номинации «Внедрение новейших технологий при изучении иностранных языков» на ежегодной выставке «Современное образование Украины» (2003);
- золотая медаль на XIV международной выставки учебных заведений «Современное образование в Украине — 2011» в номинации «За высокие творческие достижения в усовершенствовании содержания учебно-воспитательного процесса национальной системы образования»;
- серебряная медаль на международной выставке «Современное образование в Украине — 2012» и диплом в научно-педагогическом проекте «Интеллект Украины» за высокие творческие достижения в усовершенствовании содержания учебно-воспитательного процесса национальной системы образования Украины.